# 77
77 (LXXVII) var ett normalår som började en onsdag i den julianska kalendern.

## Händelser

### Okänt datum
- Gnaeus Julius Agricola blir guvernör över nuvarande England, en post han kommer att inneha till 84. Han utökar det romerska inflytandet till floden Clydes mynning (i nuvarande Skottland).
- En romersk skvadron, utsänd av Agricola, utforskar norra Skottland för första gången och upptäcker Orkney- och Shetlandsöarna.
- Kejsar Vespanianus låter bygga en tunnel genom bergspasset Intercisa utefter Via Flaminia.
- Plinius d.ä. publicerar den första av tio böcker i sitt verk Naturalis Historia.
- Romarna utvecklar en enkel metod för destillation.
- Kung Giru tar över tronen i kungariket Baekje på den koreanska halvön.

## Avlidna
- Daru, kung av det koreanska kungadömet Baekje